# Oxyethira smolpela
Oxyethira smolpela är en nattsländeart som beskrevs av Wells 1991. Oxyethira smolpela ingår i släktet Oxyethira och familjen smånattsländor. Inga underarter finns listade i Catalogue of Life.